# Colors Of The Wind
"Colors Of The Wind" là một bài hát thể loại pop ballad do nhà thơ Stephen Schwartz và nhà soạn nhạc Alan Menken sáng tác riêng cho bộ phim hoạt hình thứ 33 của hãng Walt Disney Pictures là Pocahontas (1995). Bài hát mang nội dung rất sâu sắc khi nói về phân biệt chủng tộc, sự tôn trọng thiên nhiên và kêu gọi con người sống hòa hợp với các sinh vật trên trái đất.
Sau đó, bản thu âm của bài hát do ca sĩ Vanessa Williams thể hiện đã được phát hành như là đĩa đơn trích từ nhạc nền của bộ phim vào ngày 23 tháng 3 năm 1995. "Colors Of The Wind" đã giành một giải Oscar cho "Bài hát nhạc phim hay nhất" tại lễ trao giải Oscar lần thứ 68 vào năm 1995, trở thành bài hát chiến thắng thứ tư của nhà soạn nhạc Alan Menken. Bài hát cũng giành được một Quả cầu vàng cũng như giải Grammy cho "Bài hát trong phim hay nhất".
"Colors Of The Wind" được xem là một trong những bài hát chủ đề của phim Disney hay nhất từ trước đến nay.

## Cover
Bài hát ban đầu được thu âm bởi nữ ca sĩ kiêm diễn viên người Mỹ Judy Kuhn, sau đó được thể hiện rất thành công bởi ca sĩ người Mỹ Vanessa Williams. Cùng với sự phổ biến của bài hát, đã có nhiều nghệ sĩ cover lại bài hát này như:
- Vanessa Hudgens trong Disneymania 5 and Princess Disneymania
- Susana Zabaleta (Latin America Spanish)
- Sara Ramirez
- Simone Egeriis (Danish)
- Edyta Górniak (Tiếng Ba Lan)
- Daniela Mercury và Kika Tristão (Brazilian Portuguese)
- Rita (Hebrew)
- Susana Félix (Tiếng Bồ Đào Nha)
- Sumi Jo (Tiếng Hàn Quốc)
- Jennifer Rush (Tiếng Đức)
- Fiona Tzavara (Greek)
- Anita Skorgan (Norwegian)
- Daniela Castillo (Chilean Spanish)
- Arja Koriseva (Finnish)
- Winnie Hsin (Mandarin)
- Coco Lee (Mandarin, English)
- Pia Douwes (Tiếng Hà Lan)
- Tuba Önal (Tiếng Thổ Nhĩ Kỳ)
- Ashanti (feat. Lil' Sis Shi Shi) on Disneymania và Disneyremixmania
- Ning Baizura
- Whitney Houston
- Michael Crawford trong The Disney Album
- Christy Carlson Romano trong Disneymania 3
- ATC
- The Chipettes trong When You Wish Upon a Chipmunk
- Danielle White
- Peter Broggs
- Peter Moon
- Lea Salonga trong Songs from The Screen
- Amy Jo Johnson
- Arturo Sandoval
- Pam Tillis trong The Best of Country Sing the Best of Disney
- ACIDMAN
- Gheorghe Zamfir (Instrumental)
- Thia Megia
- Ivana Wong
- Brian Wilson
- Connie Talbot
- Suburban Legends (Ska Punk Cover)

## Xếp hạng
| Chart (1995)                               | Peak position |
| ------------------------------------------ | ------------- |
| Australian ARIA Singles Chart              | 16            |
| Irish Singles Chart                        | 16            |
| New Zealand RIANZ Singles Chart            | 25            |
| UK Singles Chart                           | 21            |
| US Billboard Hot 100                       | 4             |
| US Billboard Hot Adult Contemporary Tracks | 2             |
| US Billboard Hot Adult Top 40 Tracks       | 10            |
| US Billboard Hot R&B/Hip-Hop Songs         | 53            |
| Chart (1996)                               | Peak position |
| Dutch Top 40                               | 8             |
| Gfk Dutch Charts                           | 9             |
| Flanders Ultratop 50                       | 38            |

| Chart (1995)         | Position |
| -------------------- | -------- |
| US Billboard Hot 100 | 31       |